# Swietłana Slepcowa
Swietłana Jurjewna Slepcowa (ros. Светлана Юрьевна Слепцова, ur. 31 lipca 1986 w Chanty-Mansyjsku) – rosyjska biathlonistka, złota medalistka olimpijska i dwukrotna medalistka mistrzostw świata.

## Życie prywatne
Swietłana Slepcowa urodziła się 31 lipca 1986 r. w Chanty-Mansyjsku, w rodzinie lekarki, Jeleny Wiktorownej oraz pilota Jurija Olegowicza, który zmarł w 2005. Jej starsza siostra Olga, poszła w ślady matki i również została lekarką.
Swietłana jest bardzo związana ze swoją miejscowością. Po skończeniu kariery zamierza otworzyć restaurację:

Chcę, żeby to była duża restauracja, z kilkoma salami i kuchniami. I jak wyjdzie, to postaram się, aby to była najlepsza restauracja w Chanty-Mansyjsku. Dużo osób pyta: dlaczego tu? A gdzie zaś jeszcze? Nie mam zamiaru z tego miasta wyjeżdżać. To moje miasto. Tu żyją bliscy dla mnie ludzie. I w ogóle myślę: Chanty-Mansyjsk – najlepsze miasto na ziemi!

## Kariera
Swietłana od małego dziecka wykazywała skłonności do uprawiania sportu. W młodości trenowała boks, karate oraz uczęszczała do szkoły baletowej. Biathlonem zainteresowała się przypadkiem. W 1996, kiedy uczęszczała do trzeciej klasy, do jej szkoły przyszedł trener, Aleksandr Korczak, i namawiał do wstąpienia do sekcji biathlonowej. W ósmej klasie nadszedł wybór pomiędzy karierą sportową a nauką. Po kilku miesiącach podjęła decyzję o kontynuowaniu trenowania biathlonu.
Pierwszy swój międzynarodowy występ Swietłana zanotowała podczas mistrzostw świata juniorów w Haute Maurienne w 2004 roku, gdzie startowała w klasie juniorek młodszych. Zajęła tam jedenaste miejsce w biegu indywidualnym, 42. w sprincie, 16. w biegu pościgowym oraz czwarte w sztafecie. Rok później, na mistrzostwach świata juniorów w Kontiolahti, po raz pierwszy w karierze stanęła na podium międzynarodowej imprezy. Zdobyła złoto w biegu indywidualnym, srebro w biegu pościgowym oraz brąz w sztafecie. Podczas mistrzostw świata juniorów w Presque Isle startowała już wśród juniorek starszych. Najlepszymi osiągnięciami były trzecie miejsce w sztafecie oraz szósta pozycja w biegu indywidualnym.
W sezonie 2006/2007 Rosjanka zadebiutowała w Pucharze Europy, zajmując w Obertilliach dziewiąte miejsce w sprincie oraz drugą pozycję w biegu pościgowym. Były to jej pierwsze, a zarazem ostatnie starty w Pucharze Europy. W tym samym sezonie wywalczyła dwa złote medale na mistrzostwach świata juniorów w Martell oraz na mistrzostwach Europy juniorów w Bansku.
W Pucharze Świata zadebiutowała 17 stycznia 2007 roku w Pokljuce, zajmując 35. miejsce w sprincie. Pierwsze punkty (w sezonach 2000/2001-2007/2008 punktowało 30. najlepszych zawodniczek) wywalczyła 4 marca 2007 roku w Lahti, gdzie zajęła 20. miejsce w biegu pościgowym, startując z 33. pozycji po sprincie. Do końca sezonu zawsze plasowała się w czołowej trzydziestce, a w klasyfikacji generalnej zajęła 55. miejsce.
Nowy sezon zaczęła zajęcia dwukrotnie dziewiątego miejsca, w biegu indywidualnym oraz pościgowym, a także 15. w sprincie. Tydzień później, w austriackim Hochfilzen, biathlonistka po raz pierwszy w karierze stanęła na podium. Wspólnie z Olgą Anisimową, Tatjaną Moisiejewą oraz Jekatieriną Jurjewą uplasowała się na drugim miejscu w biegu sztafetowym, przegrywając jedynie z Niemkami. W startach indywidualnych Rosjanka zajęła siódme miejsce w sprincie oraz 27. w biegu na dochodzenie. Podczas startów kończących rok 2007 w Pokljuce ponownie zajęła drugie miejsce w sztafecie, a także po raz kolejny znalazła się w czołowej dziesiątce w sprincie, zajmując 10. lokatę.
Na początku 2008 roku, 3 stycznia 2008 roku w Oberhofie, wspólnie z koleżankami z reprezentacji uplasowała się na trzecim miejscu w sztafecie, a dwa dni później pierwszy raz indywidualnie stanęła na podium zawodów pucharowych. Rywalizację w sprincie ukończyła tam na drugim miejscu, rozdzielając na podium Torę Berger z Norwegii i Niemkę Magdalenę Neuner. Tydzień później w Ruhpolding zajęła trzecie miejsce w sztafecie, dziesiąte w biegu na dochodzenie oraz odniosła swoje pierwsze zwycięstwo, wygrywając bieg sprinterski. Starty we włoskiej Anterselvie w drugiej połowie stycznia przyniosły jej kolejne miejsca na podium. Zajęła trzecią lokatę w biegu sprinterskim oraz drugie miejsce w biegu na dochodzenie.
Wyniki te spowodowały, że przesunęła się w klasyfikacji generalnej i po startach we Włoszech zajmowała piąte miejsce w klasyfikacji generalnej. Poza tym była najlepszą reprezentantką swojego kraju, dzięki czemu wystąpiła na mistrzostwa świata w Östersund. Zdobyła tam brązowy medal w sztafecie mieszanej, zajmując też między innymi szóste miejsce w sprincie i ósme w biegu pościgowym. Opuściła starty w Pjongczangu, do rywalizacji wracając podczas zawodów w rodzinnym Chanty-Mansyjsku. W sprincie trzy razy spudłowała na strzelnicy, co dało jej 34. pozycję. W biegu pościgowym już nie wystartowała. Dzień później uplasowała się na najniższym stopniu podium w biegu masowym. Zawody kończące sezon, odbywające się w stolicy Norwegii – Oslo, przyniosły jej dwa zwycięstwa: w sprincie oraz biegu pościgowym. W klasyfikacji generalnej sezonu uplasowała się ostatecznie na ósmym miejscu.
W kolejnych dwóch latach łącznie osiem razy stawała na podium zawodów pucharowych. W trzecich zawodach sezonu 2008/2009, 7 grudnia 2008 roku w Östersund zajęła drugie miejsce w biegu pościgowym. Dwa następne weekendy startów rozgrywane były w Hochfilzen. Slepcowa była tam kolejno druga w sprincie, biegu pościgowym i biegu indywidualnym, wygrywając ponadto drugi sprint. W pozostałych startach plasowała się w czołowej dziesiątce, jednak indywidualnie nie stawała już na podium. Sezon ukończyła na 12. pozycji. Na mistrzostwach świata w Pjongczangu razem z Anną Bułyginą, Olgą Miedwiedcewą i Olgą Zajcewą zwyciężyła w sztafecie. Poza tym była piąta w sztafecie mieszanej i dziewiętnasta w biegu masowym. Sezon 2009/2010 ukończyła na 11. miejscu, trzykrotnie stając na podium: 12 grudnia 2009 roku w Hochfilzen była druga w biegu pościgowym, 19 grudnia 2009 w Pokljuce wygrała sprint, a dzień później triumfowała też w biegu pościgowym. W lutym 2010 roku wystąpiła na igrzyskach olimpijskich w Vancouver, gdzie Rosjanki w składzie: Swietłana Slepcowa, Anna Bogalij-Titowiec, Olga Miedwiedcewa i Olga Zajcewa zwyciężyły w sztafecie. Zajęła także 13. miejsce w sprincie, 18. w biegu pościgowym i 14. w biegu masowym.
Ostatnie pucharowe podium wywalczyła 9 stycznia 2011 roku w Oberhofie, zajmując trzecie miejsce w biegu masowym. Wystąpiła na mistrzostwach świata w Chanty-Mansyjsku, jednak tylko w konkurencjach drużynowych: w sztafecie kobiet była ósma, a w mieszanej szósta. Podczas rozgrywanych rok później mistrzostw świata w Ruhpolding była między innymi siódma w biegu indywidualnym, sprincie oraz sztafecie.
W 2017 roku zakończyła karierę.
W lutym 2020 roku, po ponownym przebadaniu próbki krwi Slepcowa została uznana winną stosowania dopingu w sezonie 2013/2014, a jej wyniki anulowano.

## Osiągnięcia

### Igrzyska olimpijskie
| Rok  | Miejscowość | Konkurencje | Konkurencje | Konkurencje | Konkurencje | Konkurencje | Konkurencje | Konkurencje |
| Rok  | Miejscowość | IN          | SP          | PU          | MS          | RL          | MR          | SR          |
| ---- | ----------- | ----------- | ----------- | ----------- | ----------- | ----------- | ----------- | ----------- |
| 2010 | Vancouver   | –           | 13.         | 18.         | 14.         | 1.          | nd.         | –           |

### Mistrzostwa świata
| Rok  | Miejscowość     | Konkurencje | Konkurencje | Konkurencje | Konkurencje | Konkurencje | Konkurencje | Konkurencje |
| Rok  | Miejscowość     | IN          | SP          | PU          | MS          | RL          | MR          | SR          |
| ---- | --------------- | ----------- | ----------- | ----------- | ----------- | ----------- | ----------- | ----------- |
| 2008 | Östersund       | –           | 6.          | 8.          | 17.         | 4.          | 3.          | –           |
| 2009 | Pjongczang      | –           | 36.         | 28.         | 19.         | 1.          | 5.          | –           |
| 2011 | Chanty-Mansyjsk | –           | –           | –           | –           | 8.          | 6.          | –           |
| 2012 | Ruhpolding      | 7.          | 7.          | 16.         | 24.         | 7.          | –           | –           |
| 2017 | Hochfilzen      | 71.         | 33.         | 24.         | –           | 10.         | –           | –           |

### Mistrzostwa świata juniorów
| Rok  | Miejscowość     | Konkurencje | Konkurencje | Konkurencje | Konkurencje | Konkurencje | Konkurencje | Konkurencje |
| Rok  | Miejscowość     | IN          | SP          | PU          | MS          | RL          | MR          | SR          |
| ---- | --------------- | ----------- | ----------- | ----------- | ----------- | ----------- | ----------- | ----------- |
| 2004 | Haute Maurienne | 11.         | 42.         | 16.         | nd.         | 4.          | nd.         | –           |
| 2005 | Kontiolahti     | 1.          | 7.          | 2.          | nd.         | 3.          | nd.         | –           |
| 2006 | Presque Isle    | 6.          | 18.         | 14.         | nd.         | 3.          | nd.         | –           |
| 2007 | Martell         | 5.          | 1.          | 1.          | nd.         | 4.          | nd.         | –           |

### Puchar Świata

#### Miejsca w klasyfikacji generalnej
| Sezon     | Miejsce |
| --------- | ------- |
| 2006/2007 | 55.     |
| 2007/2008 | 8.      |
| 2008/2009 | 12.     |
| 2009/2010 | 11.     |
| 2010/2011 | 18.     |
| 2011/2012 | 16.     |
| 2012/2013 | 78.     |
| 2015/2016 | -       |
| 2016/2017 | 72.     |

#### Miejsca na podium chronologicznie
| Lp. | Dzień       | Rok  | Miejscowość     | Konkurencja                | Lokata | Pudła   | Czas biegu | Strata | Zwycięzca       |
| --- | ----------- | ---- | --------------- | -------------------------- | ------ | ------- | ---------- | ------ | --------------- |
| 1.  | 5 stycznia  | 2008 | Oberhof         | Sprint na 7,5 km           | 2.     | 1+1     | 23:58,2    | +5,5   | Tora Berger     |
| 2.  | 11 stycznia | 2008 | Ruhpolding      | Sprint na 7,5 km           | 2.     | 0+0     | 24:09,4    | +16,0  | Kaisa Varis     |
| 3.  | 17 stycznia | 2008 | Anterselva      | Sprint na 7,5 km           | 3.     | 0+0     | 21:36,4    | +26,9  | Kati Wilhelm    |
| 4.  | 19 stycznia | 2008 | Anterselva      | Bieg pościgowy na 10 km    | 2.     | 0+0+0+2 | 32:51,3    | +33,4  | Andrea Henkel   |
| 5.  | 9 marca     | 2008 | Chanty-Mansyjsk | Bieg masowy na 12,5 km     | 3.     | 0+0+2+1 | 38:04,9    | +33,3  | Kathrin Lang    |
| 6.  | 13 marca    | 2008 | Oslo            | Sprint na 7,5 km           | 1.     | 0+1     | 21:47,6    | –      | –               |
| 7.  | 15 marca    | 2008 | Oslo            | Bieg pościgowy na 10 km    | 1.     | 1+0+0+0 | 33:01,5    | –      | –               |
| 8.  | 7 grudnia   | 2008 | Östersund       | Bieg pościgowy na 10 km    | 2.     | 0+1+1+1 | 32:42,4    | +29,2  | Martina Glagow  |
| 9.  | 12 grudnia  | 2008 | Hochfilzen      | Sprint na 7,5 km           | 2.     | 0+2     | 23:04,3    | +14,1  | Simone Hauswald |
| 10. | 13 grudnia  | 2008 | Hochfilzen      | Bieg pościgowy na 10 km    | 2.     | 1+0+1+2 | 33:41,2    | +18,3  | Martina Glagow  |
| 11. | 18 grudnia  | 2008 | Hochfilzen      | Bieg indywidualny na 15 km | 2.     | 0+1+0+1 | 50:20,5    | +32,4  | Eva Tofalvi     |
| 12. | 20 grudnia  | 2008 | Hochfilzen      | Sprint na 7,5 km           | 1.     | 1+0     | 23:21,8    | –      | –               |
| 13. | 12 grudnia  | 2009 | Hochfilzen      | Bieg pościgowy na 10 km    | 2.     | 0+0+1+1 | 34:09,1    | +31,7  | Helena Ekholm   |
| 14. | 19 grudnia  | 2009 | Pokljuka        | Sprint na 7,5 km           | 1.     | 0+0     | 24:57,0    | –      | –               |
| 15. | 20 grudnia  | 2009 | Pokljuka        | Bieg pościgowy na 10 km    | 1.     | 0+1+0+1 | 34:03,2    | –      | –               |
| 16. | 9 stycznia  | 2011 | Oberhof         | Bieg masowy na 12,5 km     | 3.     | 0+0+0+0 | 39:22,9    | +5,2   | Helena Ekholm   |

#### Statystyki strzeleckie[4]
| Sezon     | IN           | SP           | PU             | MS           | RL           | Razem          |
| --------- | ------------ | ------------ | -------------- | ------------ | ------------ | -------------- |
| 2008/2009 | 81.7 (49/80) | 84.4 (76/90) | 78.8 (63/80)   | 75.0 (45/60) | 74.1 (20/27) | 79.8 (253/317) |
| 2007/2008 | 90.0 (18/20) | 88.9 (80/90) | 85.0 (102/120) | 86.7 (52/60) | 81.7 (49/60) | 86.0 (301/350) |
| 2006/2007 | 0.0 (0/0)    | 82.5 (33/40) | 80.0 (64/80)   | 0.0 (0/0)    | 0.0 (0/0)    | 80.8 (97/120)  |

#### Miejsca w poszczególnych startach
| 2009/2010 | Östersund   | Östersund   | Östersund   | Hochfilzen | Hochfilzen | Hochfilzen | Pokljuka   | Pokljuka   | Pokljuka   | Oberhof | Oberhof | Oberhof | Ruhpolding | Ruhpolding | Ruhpolding | Anterselva | Anterselva | Anterselva | Whistler (IO)   | Whistler (IO)   | Whistler (IO)   | Whistler (IO)   | Whistler (IO)   | Kontiolahti     | Kontiolahti | Kontiolahti | Oslo       | Oslo      | Oslo      | Chanty-M. | Chanty-M.       | Chanty-Mansyjsk (MŚ) |                 | Ogólnie | Ogólnie |
| 2009/2010 | IN          | SP          | RL          | SP         | PU         | RL         | IN         | SP         | PU         | RL      | SP      | MS      | SP         | RL         | MS         | IN         | SP         | PU         | SP              | PU              | IN              | MS              | RL              | RM              | SP          | PU          | SP         | PU        | MS        | SP        | PU              | RM                   |                 | Punkty  | Miejsce |
| 2009/2010 | 4           | 16          | 2           | 11         | 2          | 1          | –          | 1          | 1          | 1       | 5       | 16      | 21         | -          | –          | -          | 36         | 29         |                 |                 |                 |                 |                 |                 |             |             |            |           |           |           |                 |                      |                 |         |         |
| 2008/2009 | Östersund   | Östersund   | Östersund   | Hochfilzen | Hochfilzen | Hochfilzen | Hochfilzen | Hochfilzen | Hochfilzen | Oberhof | Oberhof | Oberhof | Ruhpolding | Ruhpolding | Ruhpolding | Anterselva | Anterselva | Anterselva | Pjongczang (MŚ) | Pjongczang (MŚ) | Pjongczang (MŚ) | Pjongczang (MŚ) | Pjongczang (MŚ) | Pjongczang (MŚ) | Whistler    | Whistler    | Whistler   | Trondheim | Trondheim | Trondheim | Chanty-Mansyjsk | Chanty-Mansyjsk      | Chanty-Mansyjsk | Ogólnie | Ogólnie |
| 2008/2009 | IN          | SP          | PU          | SP         | PU         | RL         | IN         | SP         | RL         | RL      | SP      | MS      | RL         | SP         | PU         | SP         | PU         | MS         | SP              | PU              | IN              | RM              | RL              | MS              | IN          | SP          | RL         | SP        | PU        | MS        | SP              | PU                   | MS              | Punkty  | Miejsce |
| 2008/2009 | 18          | 5           | 3           | 2          | 2          | DSQ        | 2          | 1          | DSQ        | DSQ     | 8       | 5       | -          | 5          | 4          | -          | -          | -          | 36              | 28              | -               | 5               | 1               | 19              | 25          | 23          | 3          | 21        | -         | –         | 21              | 25                   | 22              | 628     | 12      |
| 2007/2008 | Kontiolahti | Kontiolahti | Kontiolahti | Hochfilzen | Hochfilzen | Hochfilzen | Pokljuka   | Pokljuka   | Pokljuka   | Oberhof | Oberhof | Oberhof | Ruhpolding | Ruhpolding | Ruhpolding | Anterselva | Anterselva | Anterselva | Östersund (MŚ)  | Östersund (MŚ)  | Östersund (MŚ)  | Östersund (MŚ)  | Östersund (MŚ)  | Östersund (MŚ)  | Pjongczang  | Pjongczang  | Pjongczang | Chanty-M. | Chanty-M. | Chanty-M. | Oslo            | Oslo                 | Oslo            | Ogólnie | Ogólnie |
| 2007/2008 | IN          | SP          | PU          | SP         | PU         | RL         | IN         | SP         | RL         | RL      | SP      | MS      | RL         | SP         | PU         | SP         | PU         | MS         | SP              | PU              | RM              | IN              | RL              | MS              | SP          | PU          | RM         | SP        | PU        | MS        | SP              | PU                   | MS              | Punkty  | Miejsce |
| 2007/2008 | 9           | 15          | 9           | 7          | 27         | 2          | —          | 10         | 2          | 3       | 2       | —       | 3          | 1          | 10         | 3          | 2          | 18         | 6               | 8               | 3               | —               | 17              | 4               | —           | —           | —          | 34        | DNS       | 3         | 1               | 1                    | —               | 579     | 8       |
| 2006/2007 | Östersund   | Östersund   | Östersund   | Hochfilzen | Hochfilzen | Hochfilzen | Hochfilzen | Hochfilzen | Hochfilzen | Oberhof | Oberhof | Oberhof | Ruhpolding | Ruhpolding | Ruhpolding | Pokljuka   | Pokljuka   | Pokljuka   | Anterselva (MŚ) | Anterselva (MŚ) | Anterselva (MŚ) | Anterselva (MŚ) | Anterselva (MŚ) | Anterselva (MŚ) | Lahti       | Lahti       | Lahti      | Oslo      | Oslo      | Oslo      | Chanty-M.       | Chanty-M.            | Chanty-M.       | Ogólnie | Ogólnie |
| 2006/2007 | IN          | SP          | PU          | SP         | PU         | RL         | IN         | SP         | RL         | RL      | SP      | PU      | RL         | SP         | MS         | SP         | PU         | MS         | SP              | PU              | IN              | RM              | MS              | RL              | IN          | SP          | PU         | SP        | PU        | MS        | SP              | PU                   | MS              | Punkty  | Miejsce |
| 2006/2007 | -           | -           | -           | -          | -          | -          | -          | -          | -          | -       | -       | -       | -          | -          | -          | 35         | 43         | q          | -               | -               | -               | -               | -               | -               | -           | 33          | 20         | 29        | 19        | q         | 26              | 16                   | q               | 45      | 55      |
| Legenda |             |             |             |            |            |            |            |            |            |         |         |         |            |            |            |            |            |            |                 |                 |                 |                 |                 |                 |             |             |            |           |           |           |                 |                      |                 |         |         |
| SP – sprint IN – bieg indywidualny PU – bieg pościgowy MS – bieg masowy RL – sztafeta RM – sztafeta mieszana |             |             |             |            |            |            |            |            |            |         |         |         |            |            |            |            |            |            |                 |                 |                 |                 |                 |                 |             |             |            |           |           |           |                 |                      |                 |         |         |